# Irfan Horozović
Irfan Horozović (né le 27 avril 1947 à Banja Luka) est un écrivain bosnien de nationalité  bosniaque. Il vit actuellement à Sarajevo, où il travaille pour la Radio-télévision de Bosnie-Herzégovine et publie la revue Život.

## Biographie
Irfan Horozović a suivi ses études élémentaires dans sa ville natale de Banja Luka, puis ses études secondaires au lycée de la ville. Il s'est ensuite inscrit à la Faculté de philosophie de l'Université de Zagreb, où il a notamment étudié la littérature comparée. Il y a édité le journal étudiant Pitanja i Putevi (« Questions et routes »), tout en écrivant pour le journal Novi glas (« La nouvelle Voix ») de Banja Luka.
Par la suite, Irfan Horozović a produit des dramatiques pour la radio, comme Šesta smrt Benjamina Talhe, Zadovoljština, Kuburović et Posuđena rečenica ou des pièces de théâtre comme Ružičasta učiteljica, Soba, Pehlivan Arif Tamburija, Šeremet, Proba et Tri Sabahudina. Il a également écrit pour la télévision, notamment Šeremet. Certains de ses textes ont été adaptés en Suède et en Pologne. Une adaptation de son livre Talhe a été joué à Rome sous le titre de Priče iz Šedrvanskog vrta.

## Récompenses
Irfan Horozović a reçu à Belgrade le prix des Sept secrétaires de la jeunesse communiste en 1972, le Prix de la Ville de Banja Luka en 1980, le Prix de la Société des écrivains de Bosnie-Herzégovine en 1988, le Prix de Bosnie-Herzégovine du meilleur livre pour les enfants en 1987, et, à nouveau, le prix de la Société des écrivains de Bosnie-Herzégovine en 1998.